# Luxury
Luxury, tidigare Smashing Time, var ett svenskt skivbolag med bas i Göteborg. Skivbolaget startade sin verksamhet 11 mars 2006 och har sedan dess givit ut flera hyllade artister, bland andra Makthaverskan, Westkust, School '94, Skansros och Alpaca Sports.  2019 tillkännagav Luxury att de skulle lägga ner sin verksamhet och i samband med detta anordnades en avslutningsfest som ägde rum på Pustervik i Göteborg den 25 maj 2019.

## Band och artister
- Makthaverskan
- Westkust
- School '94
- Alice b
- Agent blå
- Xenia Kriisin
- The Honeydrips
- Farväl till ungdomen
- Pretties for You
- Happy Hands Club
- Katakomb
- Hagaliden
- Fontainebleau
- Fulmakten 7
- Palpitation
- Apple Orchard
- Bonnie Idée
- Beluga
- Archipelago
- Holy Now

## Band och artister som tidigare gavs ut på Luxury
- Acid House Kings
- Samtidigt Som
- My Darling YOU!
- Maja Gödicke
- Anton Kristiansson
- Laser & bas
- Almedal
- Dorotea
- Franke
- Skansros
- Alpaca Sports
- The Naima Train
- Bam Spacey
- Call Me
- The Tough Alliance
- Cave Cat
- Boat Club

## Diskografi
| Releaser                        | Releaser                                                | Releaser | Releaser | Releaser |
| Artist                          | Titel                                                   | Format   | Kat#     | År       |
| ------------------------------- | ------------------------------------------------------- | -------- | -------- | -------- |
| Fontainebleau                   | Svenska Fåglar                                          | CD       | LUX001   | 2006     |
| Almedal                         | Och utan en massa skit                                  | CD       | LUX002   | 2006     |
| My Darling YOU!                 | I Will Exclude You With My Body Language                | CD       | LUX003   | 2007     |
| Boat Club                       | Caught The Breeze                                       | CD       | LUX005   | 2007     |
| Almedal                         | "A"                                                     | CD       | LUX006   | 2007     |
| My Darling YOU!                 | Techno Music For The Indiepop Haters                    | 12"      | LUX007   | 2007     |
| Almedal                         | Från Och Med Nu Och 20 Dagar Framåt                     | CD       | LUX008   | 2008     |
| Samtidigt Som                   | Denna Sidan Mot Fienden                                 | CD       | LUX009   | 2008     |
| Skansros                        | Drömmen om Skansros                                     | CD       | LUX010   | 2008     |
| Franke                          | Skinnad                                                 | 7"       | LUX011   | 2008     |
| Samtidigt Som                   | Vid Min Sida                                            | CD       | LUX012   | 2009     |
| Franke                          | Det Krävs Bara Några Sprickor För Att Skapa Ett Mönster | CD       | LUX013   | 2009     |
| Franke                          | Det Krävs Bara Några Sprickor För Att Skapa Ett Mönster | LP       | LUX013LP | 2009     |
| Samtidigt Som                   | Flykt, Kärlek & Broderskap                              | CD       | LUX014   | 2009     |
| My Darling YOU!                 | A.K ART                                                 | CD       | LUX015   | 2009     |
| Skansros                        | Vårsol                                                  | CD       | LUX016   | 2009     |
| My Darling YOU!                 | Saying things you don't want to hear                    | CD       | LUX017   | 2009     |
| Skansros                        | Skansros                                                | CD       | LUX018   | 2009     |
| Skansros                        | Skansros                                                | LP       | LUX018LP | 2009     |
| Makthaverskan                   | Makthaverskan                                           | CD       | LUX020   | 2009     |
| Makthaverskan                   | Makthaverskan                                           | LP       | LUX020LP | 2014     |
| My Darling YOU!                 | Let The Good Times Roll                                 | CD       | LUX021   | 2010     |
| Almedal                         | Till Kyrkogården                                        | CD       | LUX022   | 2010     |
| Palpitation                     | Palpitation                                             | CD       | LUX023   | 2010     |
| Palpitation                     | Palpitation                                             | LP       | LUX023LP | 2010     |
| Katakomb                        | Katakomb                                                | 12"      | LUX028   | 2011     |
| My Darling YOU!                 | Sorry                                                   | 10"      | LUX030   | 2011     |
| Paplitation                     | I'm Absent, You're Far Away                             | LP       | LUX031   | 2011     |
| Skansros                        | Rekviem till en dröm                                    | CD       | LUX035   | 2012     |
| Alpaca Sports                   | Just For Fun                                            | 7"       | LUX036   | 2012     |
| Hagaliden                       | Dansa Blodet                                            | LP       | LUX037   | 2012     |
| Happy Hands Club                | Parking Lot                                             | CD       | LUX039   | 2012     |
| The Proctors / Apple Orchard    | The Proctors / Apple Orchard                            | 7"       | LUX042   | 2012     |
| Westkust                        | Junk EP                                                 | 12"      | LUX043   | 2012     |
| Alpaca Sports                   | I Was Running                                           | 7"       | LUX044   | 2012     |
| Cave Cat                        | Deception                                               | 7"       | LUX046   | 2012     |
| Beluga                          | Beluga                                                  | 7"       | LUX047   | 2012     |
| Makthaverskan                   | Makthaverskan II                                        | CD       | LUX057   | 2013     |
| Makthaverskan                   | Makthaverskan II                                        | LP       | LUX057   | 2013     |
| Anton Kristiansson              | Fred På Jorden                                          | LP       | LUX060LP | 2013     |
| Alpaca Sports / Acid House King | Telephone / I Just Called To Say Jag Älskar Dig         | 7"       | LUX061   | 2013     |
| Xenia Kriisin                   | Firearms                                                | 7"       | LUX062   | 2013     |
| Alpaca Sports                   | He Doesn't Even Like You                                | 7"       | LUX063   | 2013     |
| Makthaverskan                   | Something More                                          | 7"       | LUX064   | 2013     |
| Westkust                        | Summer 3D                                               | 7"       | LUX065   | 2013     |
| Acid House Kings                | Dance!                                                  | CD       | LUX067   | 2013     |
| Katakomb                        | Giant                                                   | LP       | LUX070   | 2013     |
| Alpaca Sports                   | Sealed With A Kiss                                      | CD       | LUX074CD | 2014     |
| Alpaca Sports                   | Sealed With A Kiss                                      | LP       | LUX074LP | 2014     |
| Alpaca Sports                   | Bellas Mixtape                                          | CD       | LUX075   | 2014     |
| Farväl Till Ungdomen            | Farväl Till Ungdomen                                    | LP       | LUX083   | 2014     |
| Pretties For You                | We Have Our Reasons                                     | CD       | LUX086   | 2014     |
| The Honeydrips                  | Oh Stampe, Oh Stella                                    | MP3      | LUX094   | 2014     |
| School '94                      | Like You EP                                             | CD       | LUX097   | 2014     |
| The Honeydrips                  | Tanita Yo                                               | MP3      | LUX099   | 2015     |
| The Honeydrips                  | In The City                                             | CD       | LUX115   | 2015     |
| Makthaverskan                   | Witness                                                 | 7"       | LUX107   | 2015     |
| Westkust                        | Last Forever                                            | CD       | LUX110   | 2015     |
| Westkust                        | Last Forever                                            | LP       | LUX110   | 2015     |
| Laser & Bas                     | Avancerad Magi                                          | CD       | LUX117   | 2015     |
| Alpaca Sports                   | When You Need Me The Most                               | CD       | LUX121   | 2015     |
| Agent blå                       | Strand                                                  | 7"       | LUX122   | 2015     |